# Otorinolaringologie

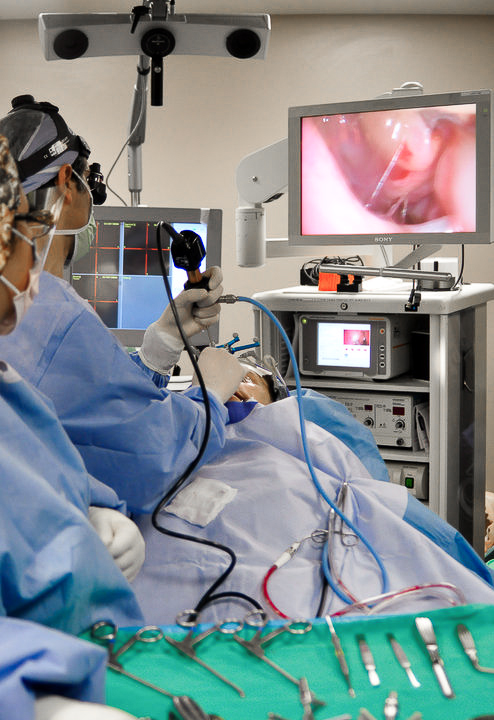
Otorinolaringologie

Otorinolaringologie, sau prescurtat ORL, este specialitatea medicală care se ocupă cu prevenirea, diagnosticarea și tratamentul afecțiunilor urechii, nasului, gâtului, căilor respiratorii superioare, sinusurilor.
În România otorinolaringologia a început sa se contureze ca specialitate după anul 1880, desprinzându-se din medicina interna si chirurgia generala - cele doua specialități medicale fundamentale în epoca.(medic-orl)
Pana la sfârșitul secolului XIX-lea bolile nasului, gatului si urechilor au fost tratate fie de către interniști, fie de către chirurgi. Odată cu descoperirea unor noi metode de examinare, după cea de a doua jumătate a secolului XIX, otorinolaringologia (ORL) a fost recunoscuta ca specialitate în Europa Vestică.